# Pachyrhynchus panumanon
Pachyrhynchus panumanon — вид жуків-довгоносиків з підродини Entiminae. Описаний у 2022 році.

## Назва
Видова назва panumanon дана на честь бога Пануманона у міфології корінного народу хігаонон, який відповідальний за охорону тварин.

## Поширення
Ендемік Філіппін. Поширений в провінції Східний Місаміс на острові Мінданао.

## Опис
Pachyrhynchus panumanon належить до групи видів Pachyrhynchus speciosus. Відрізняється від своїх родичів поєднанням таких ознак: а) колір тіла зеленого, фіолетового або чорного, б) хрестоподібні лускаті сліди переднеспинок, в) унікальні лускаті візерунки надкрил, що складаються з двох товстих еліптичних кілець на базальній третині, дві товсті поперечні серединні смуги від шва до бічного краю та підтрикутне кільце на верхівковій третині, яке тягнеться від смужки I до бічного краю.